# Alain de Raemy
Alain de Raemy (Barcelona, Espanha, 10 de abril de 1959) é um clérigo católico romano suíço e bispo auxiliar em Lausanne, Genebra e Friburgo.
Alain de Raemy estudou teologia e filosofia católica na Universidade Suíça de Freiburg. Em 1984, de Raemy obteve a licenciatura em teologia católica. Recebeu o sacramento da ordenação em 25 de outubro de 1986. Alain de Raemy trabalhou então como vigário em Yverdon-les-Bains, Lausanne e Morges. Em 1996 tornou-se pároco da paróquia de Christkönig em Freiburg im Üechtland. Alain de Raemy tornou-se pároco e capitular da Catedral de São Nicolau em 2004. Também se tornou pároco da unidade pastoral Nossa Senhora em Freiburg im Üechtland. De 2006 a 2013, Alain de Raemy foi capelão da Guarda Suíça Pontifícia, sendo sucedido nesse cargo por Pascal Burri.
Em 30 de novembro de 2013, o Papa Francisco nomeou-o bispo titular de Turris na Mauritânia e bispo auxiliar em Lausanne, Genebra e Friburgo. Foi ordenado bispo pelo Bispo de Lausanne, Genebra e Freiburg, Charles Morerod OP, em 11 de janeiro de 2014 na Catedral de São Nicolau em Freiburg. Os co-consagradores foram o ex-bispo de Chur, Amédée Grab OSB, e o bispo de Sitten, Norbert Brunner. Ele pegou seu lema Apud Dominum misericordia (“Com o Senhor está a misericórdia”) do Salmo 129. Desde 10 de outubro de 2022, Alain de Raemy é também Administrador Apostólico da diocese vaga de Lugano.
Em 2017 foi nomeado Grande Oficial da Ordem dos Cavaleiros do Santo Sepulcro em Jerusalém pelo Cardeal Grão-Mestre Edwin Frederick O'Brien e investido na Tenência Suíça.